# منصور نیکخواه بهرامی
منصور نیکخواه بهرامی استادِ دانشکدهٔ مهندسی مکانیک دانشکدهٔ فنّی دانشگاه تهران است. وی در سال ۱۳۱۸ در قریه شیزر از بخش طارم سفلی در استان قزوین به دنیا آمده‌است و در سالِ ۱۳۸۵، در آستانهٔ ۶۸ سالگی، به عنوانِ چهرهٔ ماندگارِ رشتهٔ مهندسی مکانیک ایران انتخاب شده‌است. او برای نگارش کتاب تئوری ارتعاشات و کاربرد آن در مهندسی برگزیدهٔ هفتمین دورهٔ کتاب سال ایران شد.

## تحصیلات
وی دیپلم متوسطه را از دبیرستان هدف تهران در سال ۱۳۳۷ اخذکرده‌است و جزو نخستین دوره دانش‌آموزان این دبیرستان بود. وی پس از اخذ دیپلم، در سال ۱۳۳۸ به آمریکا رفت و در دانشگاه «کلمبیاً در شهر نیویورک مشغول تحصیل شد. بعد از مدتی به دانشگاه تگزاس رفت و در آنجا (شهر آستین ایالت تگزاس) دانشنامه مهندسی ساختمان گرفت. آن موقع دانشگاه تگزاس، جزو ده دانشگاه برتر دنیا بود. به دلیل علاقه زیاد به ریاضی و کارهای تئوری و تحقیقی، دکترای خود را در رشته مکانیک مهندسی (با مهندسی مکانیک اشتباه نشود) دریافت کرد. این رشته، در واقع یک رشته بدون لیسانس و در سطح فوق لیسانس و دکتری است که از رشته‌های ساختمان، مکانیک و هوافضا دانشجو جذب می‌کند. وی با فوق لیسانس ساختمان، دکتری این رشته (مکانیک مهندسی) را اخذ کرد و پس از اخذ دکتری در سال ۱۳۴۸ به ایران بازگشت. در تاریخ هشتم تیرماه سال ۱۳۴۸، به دعوت پروفسور فضل‌الله رضا، در رشته مهندسی مکانیک، مشغول به تدریس در دانشکده فنی دانشگاه تهران شد.

## فعالیت‌های آموزشی و پژوهشی
حاصل کار وی علاوه بر آموزش دروس مختلف مهندسی مکانیک در دانشگاه تهران و اغلب دانشگاه‌های مهم ایران، تحقیقات عمدهای است که در قالب کتب و مقالات معتبر بین‌المللی به چاپ رسیده‌است. تألیف ۸ کتاب در مباحث برنامه‌نویسی، محاسبات عددی، دینامیک و ارتعاشات و حدود ۵۰ مقاله در کنفرانس‌های علمی و مجلات معتبر بین‌المللی است. وی همچنین یکی از پایه گذاران آموزش درس برنامه‌نویسی کامپیوتر در ایران بود.

## گروه مطالعات کمی و هوشمند سازی دانشگاه تهران
دکتر منصور نیکخواه بهرامی در حال حاضر گروهی را با عنوان گروه مطالعات کمی و هوشمند سازی دانشگاه تهران را سرپرستی می‌نمایند. این گروه به صورت تخصصی بر روی محاسبات عددی پیشرفته و هوش مصنوعی فعالیت می‌نماید و آدرس اینترنتی این گروه https://web.archive.org/web/20190610092624/http://www.quants.ir/ می‌باشد. این گروه اولین گروه ایرانی است که در حوزهٔ الگوریتم‌های عددی فعالیت می‌نماید.